# Jablanica
Jablanica je općina u sjevernoj Hercegovini, u Federaciji BiH. Administrativno pripada Hercegovačko-neretvanskoj županiji.

## Zemljopis
Osnovni podaci o općini Jablanica:
- Površina općine: 301 km²
- Broj naseljenih mjesta: 33
- Nadmorska visina: 202 metra
- Količina padalina: 1473 l/m
- Klima: umjereno mediteranska i mediteranska

Sa svojih 301 km² površine i 10.111 stanovnika općina Jablanica spada u red najmanjih općina u  Federaciji Bosne i Hercegovine. Zemljopisno pripada regiji gornje ili visoke Hercegovine, a administrativno jednoj od 8 općina Hercegovačko-neretvanske županije. 
Ukliještena između dvaju najviših, ali pitomih planina Čvrsnice i Prenja, sa svojom dolinom otvaraju litičasti kanjon dug više od 30 kilometara. Sam grad je smješten na nekoliko terasa na nadmorskoj visini od 202 metra, kroz koje protiče rijeka Neretva. Klima je submediteranska s prosječnom godišnjom temperaturom od 12°C, s velikom količinom padalina. Zbog svog prirodnog položaja Jablanica je od najstarijih vremena bila područje interesantno za stanovanje i boravak.

## Stanovništvo

### Popisi 1971. – 1991.
| Stanovništvo općine Jablanica |                |                |                |
| godina popisa                 | 1991.          | 1981.          | 1971.          |
| Muslimani                     | 9099 (71,69 %) | 7806 (65,58 %) | 7429 (67,91 %) |
| Hrvati                        | 2291 (18,05 %) | 2346 (19,70 %) | 2511 (22,95 %) |
| Srbi                          | 504 (3,97 %)   | 512 (4,30 %)   | 698 (6,38 %)   |
| Jugoslaveni                   | 581 (4,57 %)   | 980 (8,23 %)   | 124 (1,13 %)   |
| ostali i nepoznato            | 216 (1,70 %)   | 259 (2,17 %)   | 176 (1,60 %)   |
| ukupno                        | 12.691         | 11.903         | 10.938         |

#### Jablanica (naseljeno mjesto), nacionalni sastav
| Jablanica          |                |                |                |
| godina popisa      | 1991.          | 1981.          | 1971.          |
| Muslimani          | 2874 (64,48 %) | 1839 (52,78 %) | 1389 (54,74 %) |
| Hrvati             | 746 (16,73 %)  | 617 (17,70 %)  | 611 (24,08 %)  |
| Srbi               | 204 (4,57 %)   | 171 (4,90 %)   | 268 (10,56 %)  |
| Jugoslaveni        | 455 (10,20 %)  | 702 (20,14 %)  | 112 (4,41 %)   |
| ostali i nepoznato | 178 (3,99 %)   | 155 (4,44 %)   | 157 (6,18 %)   |
| ukupno             | 4457           | 3484           | 2537           |

### Popis 2013.
| Stanovništvo općine Jablanica |                |
| godina popisa                 | 2013.          |
| Bošnjaci                      | 9045 (89,46 %) |
| Hrvati                        | 726 (7,18 %)   |
| Srbi                          | 63 (0,62 %)    |
| ostali i nepoznato            | 277 (2,74 %)   |
| ukupno                        | 10.111         |

| Jablanica – naseljeno mjesto |                |
| godina popisa                | 2013.          |
| Bošnjaci                     | 3752 (92,48 %) |
| Hrvati                       | 99 (2,44 %)    |
| Srbi                         | 56 (1,38 %)    |
| ostali i nepoznato           | 150 (3,70 %)   |
| ukupno                       | 4057           |

## Naseljena mjesta
Općinu Jablanica sačinjavaju sljedeća naseljena mjesta:
Baćina, 
Bijela, 
Čehari, 
Čivelj,
Djevor, 
Dobrigošće, 
Dobrinja, 
Doljani, 
Donja Jablanica, 
Donje Paprasko, 
Dragan Selo, 
Glodnica, 
Glogošnica, 
Gornje Paprasko, 
Jablanica, 
Jelačići, 
Kosne Luke, 
Krstac, 
Lendava, 
Lug, 
Mirke, 
Mrakovo, 
Ostrožac, 
Poda, 
Ravna, 
Risovac, 
Rodići, 
Slatina, 
Sovići, 
Šabančići, 
Šanica, 
Zlate i 
Žuglići.

## Povijest
Najstarije iskopine govore da je ovo područje naseljeno još u metalnom dobu, premda je pravi procvat doživjelo u doba rimljana i u srednjem vijeku o čemu govori 42 lokaliteta s 683 nekropola sa stećcima i gomilama. Većina ovih spomenika materijalne kulture potječe iz kraja 2. i početka 1. tisućljeća prije Krista, a stećci uglavnom potiču iz kasnog srednjeg vijeka. 
Kroz ovaj kraj su prolazili jedini karavanski putovi od Dubrovnika do srednje Bosne i putovi u dolinu Vrbasa. U odredbi bosanskog kralja Stjepana Tomaša izdatoj 1446. godine u Konjicu, u kojoj se hereticima zabranjuje gradnja i obnavljanje crkve. Među potpisnicima se spominju Petar Pavlović i Radivoj Jablanović, po kojemu je, možda Jablanica dobila ime. 
U prvom popisu (defteru) iz 1477. godine spominju se i tri jablanička sela: Žugle (Žuglići), Ostrožac, Čehari. Zasad najstariji pojam Jablanica nalazimo u (drugom) defteru (popisu) iz 1488./1489. godine prema kojem se Jablanica spominje kao kraj u nahiji Neretva i bila je timar (područje) nekog bega i imala je 67 domova, 4 neoženjena i 3 muslimana. Ukupan prihod od desetine koja je davana timarniku iznosila je 5623 akče. Ostali stanovnici su bili kršćani. 
Zna se pouzdano da je Jablanica 1593. godine bila timar Gulam Šah Hudaverdi Bosna Mehmed-bega, poznatog državnika i vakifa (dobrotvora) iz Repovaca kod Konjica. Osmanska vladavina, osim hanova i putova nije ostavila bitnije tragove tako da je početak urbanizacije područja započeo dolaskom austro-ugarske monarhije, koja je izgradnjom vojarne, mostova, tunela, kuća i stanova za namještenike, željezničke postaje i hotela, udarila temelje današnjem izgledu grada i njegove okoline. 
Zemaljska vlada za Bosnu i Hercegovinu donosi ukaz 30. svibnja 1893. godine da se ime Jablanice promjeni u ime "Jablanica na Neretvi". Iako joj je od najranijih početaka, zbog svoga geostrateškog položaja predodređena sudbina kao mjesta za odmor i oporavak, Jablanica je svoj ekonomski razvoj temeljila na razvoju industrije kamena i hidroenergetskih potencijala. Premda su i ranije postojale vjerske škole (sibjan mektebi), prva narodna osnovna škola u Jablanici počela je s radom 1902./3. godine u Popovića kući (danas Halebića kuća).
Vrijedno spomena je da je se 1917. odijeljivanjem od župe Konjic oformila župa Jablanica koja je posvećena Bezgrešnom začeću Blažene Djevice Marije  dok je tradicionalna proslava 8. rujna kada se okupe raseljeni župljani kao ostali hodočasnici.
Jablanica je bila poplavljena početkom listopada 2024.

## Gospodarstvo
Iako su dosta davno (1870.) otkrivena prva rudišta vrlo kvalitetnog kamena koji se po mineralnom sastavu podudara s granitom, tek se odlaskom Austro-ugarske i završetkom Prvog svjetskog rata, 1920. godine, započelo s prvom eksploatacijom što je ujedno i početak razvoja industrije u Jablanici i jablaničkom kraju. Klesar Franjo Rothan, prvi je shvatio kakvo neslućeno bogatstvo i kvalitet kriju obale Neretve u području Bukova poda pa je sam započeo s ispitivanjem tog jedinstvenog kamena sa širokom primjenom u građevinarstvu. Uspio je dobiti državnu koncesiju na eksploataciju, međutim na tom poslu nije dugo ostao sam. Za njim je za kratko vrijeme krenulo još desetak koncesionara, koje je privukla mogućnost dobre zarade s obzirom na jeftinu radnu snagu i osiguran plasman obzirom na jedinstvenost i kvalitetu u odnosu na dotad poznata nalazišta.
Najjači među njima bio je Dušan Mihajlović, koji je 1922. godine formirao društvo za proizvodnju granita “Neretva”. Stručnu snagu i majstore klesare Mihajlović je doveo iz Slovenije, Dalmacije i Makedonije. Kolika je bila proizvodnja kamena ne zna se pouzdano ali se zna kako su se kamene ploče počele izvoziti i na inozemno tržište. 
Od svih koncesionara i poslodavaca izdvojila su se dvojica najsnažnijih koji su formirali svoja poduzeća. Dušan Mihajlović je bio vlasnik poduzeća na desnoj, a Dragutin Ras na lijevoj obali Neretve. Svi oni skupa zapošljavali su više stotina radnika, mahom neškolovanih mladića iz okolnih jablaničkih sela. Bez obzira na sve teškoće u jablaničkim kamenolomima, činjenica da se može nešto zaraditi bio je značajan trenutak u promjeni svijesti mnogih seoskih obitelji koje su se stoljećima uzdržavale boreći se s prirodom.
Eksploatacija i prodaja granita te mogućnost zapošljavanja radnika doveli su u Jablanicu i nove stanovnike, koji su tu nalazili posao i interes. Bili su to poslovođe, nastojnici i trgovci iz drugih krajeva zemlje. Ubrzo su otvarane i zanatske radnje. Stizali su i penzionirani policajci i zapošljavali se kod poslodavaca kao nadzornici i čuvari. Jablanica je izrastala sporo, razvijala se kao moderno naselje i u Kraljevini Jugoslaviji je spadala u rijetka mala mjesta koja su bilježila napredak i uspon. Podizane su nove kuće, razvijala se trgovina, jačalo zanatstvo, a pomalo i turizam, s obzirom na ugodnu klimu i okolne prirodne ljepote. 
Sve do sredine 1926. godine,kada je izgorjela "Narenta a.d." prva hercegovačka industrija drva iz Ostrošca, bila je najznačajniji kapacitet iz oblasti prerade drveta u regiji. U prosjeku je zapošljavala oko 300 radnika na sječi jelovine i bukovine i na preradi u tvornici. U sastavu poduzeća bile su parionica i sušara ali i proizvodnja elektroenergije za rasvjetu i pogon. U stolariji su se na veliko izrađivali prozori i vrata, te parket raznih vrsta. Uvođenjem industrijskih kapaciteta i malih pogona za eksploataciju i preradu kamena i šume, čime je Jablanica posebno obilovala, stvorilo je novu klasu stanovnika – radništvo.
Pojava nove klase uzrokovala je i pojavom nekih novih društvenih odnosa i tendencija u društvu. Prisutno je političko i sindikalno organiziranje, a nisu bili rijetki i štrajkovi. Najkarakterističniji je štrajk "Granitovih" radnika u Bukovom podu, u kamenolomu Dušana Mihajlovića iz kolovoza 1934.,kada je 160 radnika zaustavilo s radom jer im vlasnik, od 1. srpnja, duguje iznos od preko 200,000 dinara. Vođa radnika bio je Jozo Tadić, predsjednik Jugoslovenskih nacionalnih sindikata sa sjedištem u Jablanici. Štrajk je trajao 15 dana i završen je posredovanjem načelnika iz Konjica, povoljno po radnike jer im je isplaćen dugovani iznos.
Neposredno po završetku rata Jablanica će u razdoblju najveće neimaštine ponovo postati simbolom nečega novog i velikog. Stara vizija još iz Austrougarskog doba da se u Neretvi krije jedan ogroman energentski potencijal dobila je svoju konkretizaciju izgradnjom prve hidroelektrane u novoj Jugoslaviji. To je tada bio najznačajniji objekt i najveći ispit nove vlasti. Branu i objekte Hidroelektrane gradila su tvrtke iz cijele države, tako da je Jablanica za dugo poslijeratno razdoblje bila veliko gradilište. Izgradnjom umjetnog hidroakumulacijskog bazena na području od ušća rijeke Rame pa do Konjica, potopljena su skoro jedina poljoprivredna i voćarska područja koja je Jablanica imala, što je u bitnome promijenilo prirodu i karakter ovoga kraja. Izgradnjom energetskih resursa, uz snažan ton koji je davala industrija granita razvoju čitavog kraja, Jablanica je uz razvoj metalne i tekstilne industrije te infrastrukturnih objekata i školstva, s velikom perspektivom grabila prema kraju 20-og stoljeća.

## Poznate osobe
- Vahid Halilhodžić, bivši nogometaš i trener
- Hasan Salihamidžić, nogometaš
- Mirza Teletović, košarkaš
- Senad Lulić, nogometaš
- Hivzija Hasandedić, povjesničar
- Mario Kovačević, bivši nogometaš i trener

## Spomenici i znamenitosti
Na popisu nacionalnih spomenika Bosne i Hercegovine u Jablanici nalaze se sljedeći spomenici:
- "Memorijalni kompleks Bitka za ranjenike na Neretvi" (povijesno područje),
- "Nekropola sa stećcima Dugo polje na Park prirode Blidinju" (povijesno područje),
- "Nekropola sa stećcima Ponor" (povijesno područje),
- "Nekropola sa stećcima Risovac" (povijesno područje),
- "Prahistorijski tumulusi, nekropole sa stećcima i muslimanski nadgrobnim spomenicima u naselju Sovići" (grobljanska cjelina).

## Kultura
Odmah nakon prvog svjetskog rata, 1920. godine u Jablanici i Ostrošcu počela je s radom i “Jugoslovenska muslimanska čitaonica” koja je imala veliki značaj u opismenjavanju stanovništva i širenju kulturnih i obrazovnih navika stanovništva, a okupljala je ne samo muslimane. Na njenom čelu u Jablanici bio je Jusuf Malović, mjesni imam. Tada je s radom otpočela i Narodna čitaonica koju je vodio Josip Fabić. Iako nema pouzdanih podataka kako je došlo do formiranja biblioteke, izvjesno je da su pokretači bili članovi i simpatizeri Muslimanskog dobrotvornog društva “Gajret”, 56koje je 1903. godine u Sarajevu, otpočelo s radom. Zna se pouzdano da su u njenom radu značajnu ulogu imali učitelji i mjesni imam a naročito upravitelj osnovne škole i učitelj Ćamil Krvavac i željeznički radnici Hasan Zećo i Osman Medar, te činovnici i radnici majdana Granita. Gajret je u Jablanici i Ostrošcu djelovao kroz više kulturno-prosvjetnih i sportskih sekcija,kao što su: dramska, muzička, pjevačka(horska) nogometne,šahovske i druge.Tako je Muzičkom sekcijom u Ostrošcu rukovodio Svetozar Bošković,inače otpravnik vozova.
Inače, malo je poznato da je prvi nogometni klub na području općine Jablanica, formiran u Ostrošcu 1920.godine, i to pod imenom “Radnički športski klub”(RŠK)57 Četiri godine kasnije , u Jablanici će otpočeti sa povremenim djelovanjem “Športski klub Plasa”.58Negdje pred početak ljeta,najvjerojatnije u julu nogometni klub “Plasa” odigrao je svoje prve dvije službene utakmice sa “Zmajem” iz Konjica na Halilhodžića ledini na Bokulji, za što su organizatori platili vlasniku 10 dinara kako bi pokosio travu.59.Inače, inicijativu za formiranje većine fudbalskih klubova u Hercegovini dali su,zbog utjecaja na radnike koji su činili okosnicu klubova, partijski aktivististi i članovi sindikata željezničara: Hamo Mićijević,Gojko Vuković,Neđa Bitanga iz Mostara i Pero Bilić iz Jablanice,blisko politički povezan s regionalnom organizacijom u Mostaru.60. Partijski rukovodioci iz Mostara su 1922.godine osnovali FK Velež iz Mostara.
U Gajretovoj dramskoj sekciji u Jablanici najaktivni su bili učenici i studenti .Muzičku sekciju u Jablanici od 1930.godine vodio je Salko Šašić,zvani Kajkan.Gajret je preko sekcija organizovao dobro posjećene priredbe. Većim dijelom rad Jugoslovenske muslimanske čitaonice naslanjao se na rad i aktivnost članova Gajreta. Uz veliku feštu, 6.oktobra 1928.godine,  kojoj su prisustvovali i Gajretovi prvaci iz Sarajeva, obilježena je Dvadesetpetogodišnjica rada Jugoslovenske muslimanske čitaonice “Gajret” Sarajevo.61
Inače, dostupni dokumenti o najranijoj aktivnosti Gajreta u Jablanici datiraju od 7.juna. 1923. godine kada Ahmed Halilhodžić odstupa s dužnosti povjerenika, radi slabog zdravlja i preporučuje Mujagu Ćordu za svog nasljednika62, s čim se složila i kancelarija Gajreta i već u naredna dva dana izvršeno je razrješenje starog i imenovanje novog povjerenika i narednih pet godina u Jablanici će funkcionisati povjereništvo,U nekoliko navrata, izvršena je smjena povjerenika. Pismom od 8.9.1928.godine, pitomci Gajreta, Alija Ćorda i Hasan Zećo, zatražili su formiranje Pododbora Gajreta u Jablanici,smatrajući da su se stvorili potrebni uvjeti jer je primjetan interes članova za aktivnosti Gajreta.Predložili su da u Pododbor uđu :Mustafa Ćorda,Salko Zećo,Alija eff Hindić i Muharem Tahirović,  što je Glavni odbor i učinio.Za predsjednika Gajreta u Jablanici izabran je Alija eff.Hindić a za v.d. blagajnika Hasan Zećo, koji će uskoro stati na čelo Gajreta.
Godinu dana kasnije Jugoslovenska muslimanska čitaonica promijenila je ime i postala Gajretova čitaonica. Te 1931. godine, kada Jablanica i Konjički srez pripadaju primorskoj banovini, u Jablanici i Ostrošcu,  se formira Sokolsko društvo čiji su starješine postali: Hasan Zećo i Miladin Mazal, otpravnik vozova. Već 4. lipnja 1932. Glavni odbor imenuje Ćamila Krvavca, upravitelja škole, za povjerenika Gajreta i obavezuje ga da u najkraćem vremenu upiše bar 50 novih članova i zakaže skupštinu u svrhu izbora Mjesnog odbora. Istim pismom Glavni odbor predlaže učitelju Krvavcu da se poveže s povjerenikom Prosvete u Jablanici, Milanom Bjelicom kao i gospođicama Zorom Bjelicom i Darinkom Manigodić, koji mu mogu pomoći oko oživljavanja rada Gajreta i osnivanja odbora. Nedugo zatim odbor je formiran, a za predsjednika je izabran Osman Medar, šef željezničke stanice u Jablanici. Glavnom odboru Gajreta u Sarajevu se u lipnju 1933. obratio učitelj Krvavac, iznoseći stare nesuglasice u odboru i priznavši da u Jablanici niko osim trgovaca i nije bio da Medar bude predsjednik. Usprkos nesuglasicama Osman Medar ostat će na čelu Gajreta u Jablanici sve do 1939.
Aktivnost društva se nastavlja do pred sami rat, a u društvu su ponovo nesuglasice.Sada se optužuje učitelj Krvavac za nedovoljnu aktivnost društva i promjenu politike Gajreta u skladu s trenutnim političkim kretanjima što je zasmetalo nekim članovima mjesnog odbora. Zakazali su održavanje izvanredne skupštine društva za 19. listopada 1940.godine, ali ju je zabranio Sreski načelnik iz Konjica, naredivši žandarmerijskoj stanici da sprječi održavanje skupštine. Na dan održavanja izvanredne skupštine, zakazan je bio i gajretov godišnji Mevlud, koji je i proučen u prisustvu velikog broja naroda. Na tu zabranjenu skupštinu pozvan je i čuveni ljekar dr Ismet Popovac iz Konjica, koji je poslije mevluda razgovarao s članovima Gajreta u čitaonici, te prisustvovao izbornoj skupštini. Izabrana je privremena uprava Gajreta(do potvrđivanja Glavnog odbora u Sarajevu) a za predsjednika je izabran Hasan Zećo,željeznički činovnik. Za zamjenika je izabran Alija Hindić ,težak,dok je tajnikom postao Ramo Babić,činovnik.Zamjenik tajnika je Bećir Malović,željeznički radnik, a blagajnik Daut Arfadžan,željeznički zvaničnik.Na skupu su izabrani i odbornici;Muhamed Beširović,Bećir Širić, kafedžija i Milan Bjelica,trgovac. U nadzorni odbor su izabrani Salem eff.Džumhur,džematski imam,Salko Ćurić,nadzornik pruga i Avdo Klepo,državni putar.Sljedeći dan žandarmerijska stanica u Jablanici je provela istragu o održavanju ovog skupa.65
Iako se ne mogu uzeti sa stopostotnom tačnošću podaci koji su izneseni (zbog toga što su rađeni samo za dio opštine Jablanica, kako stoji u zaglavlju i zato što se odnosi samo na muslimane), jedan izvještaj, koji su sačinili u ime Gajreta, Osman Medar, šef željezničke stanice i Ćamil Krvavac, učitelj, 25. travnja 1938.godine,može nam puno pomoći da steknemo približnu sliku o tadašnjoj Jablanici. 
U tom, nepotpunom, izvještaju se kaže da u opštini živi oko 3000 stanovnika, da je od toga približno 2500 muslimana i da skoro većina živi od zemljoradnje. Navodi se da od zanata živi oko 50 duša, od trgovine oko 400 a od rente oko 20 duša.Od plata živi 70 duša. Evidentirana su i 3 činovnika. Državnih službenika je 12, a od sezonskih i manuelnih poslova živi oko 200 duša.U izvještaju se dalje kaže, da nema muslimana odvjetnika, ljekara, tehničara i geometara i da niko od muslimana ne živi od književnosti i novinarstva.Izvještaj na kraju završava da je evidentirano 18 nezaposlenih i da nema ni jedan prosjak.

## Šport

### FK "Turbina"
FK "Turbina" Jablanica spada u red najstarijih klubova u Bosni i Hercegovini. Osnovana je u ljeto 1924. godine pod imenom Radnički športski klub "Plasa". Kao početak djelovanja kluba RŠK "Plasa" uzima se odigravanje dvije službeneutakmice sa "Slobodom" iz Konjica. Klub je svoju aktivnost sprovodio odigravanjem prijateljskih utakmica s klubovima iz okruženja. Klub je uglavnom okupljao željezničke radnike i članove sokolskih udruženja. 1947./1948. godine Klub se raktivira i mijenja ime u FK "Prenj" a zatim FK "Turbina". FK Turbina je u razdoblju poslije Drugog svjetskog rata igrala u raznim ligama. Dva puta je igrala finalne utakmice za plasman u republičku ligu BiH.
FK Turbina je u svojoj povijesti vrlo često plaćala danak industrijalizaciji, tako da je morala mijenjati sjedište i objekte. Od 1968. do 1971. klub je prekinuo aktivnost zbog izgradnje razvodnog postrojenja HE Rama, na starom igralištu Bokulja. Tek 1971. godine izgradnjom novog "Gradskog" stadiona, FK "Turbina" je trajno riješila pitanje igrališta. Za vrijeme posljednjeg domovinskog rata prva utakmica reprezentativnih selekcija, pod okriljem Nogometnog saveza BiH, odigrana je u Jablanici 1994. godine. U sezonama 1995./1996. i 1996./1997. godine FK "Turbina" je bila član Premijer lige Bosne i Hercegovine.

### Ostali klubovi
- KK Turbina
- RK Turbina
- OK Turbina

Trenutno u Jablanici od športskih kapaciteta postoje: dvorana osnovne škole "Suljo Čilić", Gradski stadion (kapacitet 2000 mjesta), teniski teren s tribinom te stadion malih športova. U Jablanici se svake godine održava tradicionalni malonogometni turnir, u kojem sudjeluju ekipe iz svih dijelova BiH, a ponekad i iz susjednih zemalja. U planu je da se u budućnosti obnovi i dogradi Gradski stadion, te eventualno izgradi bazen.
Poznati jablanički sportaši su: Hasan Salihamidžić, Mirza Teletović, Vahid Halilhodžić, Senad Lulić.

## Unutarnje poveznice
- Bošnjačko-hrvatski sukob: Jablanica
- Pokolj u Doljanima 28. srpnja 1993.
- Pokolj u Grabovici 9. rujna 1993.

## Vanjske poveznice
- Službena stranica općine Jablanica
- Župa Jablanica
- Kamenjar.com POPIS RATNIH ZLOČINA i OSUMNJIČENIH ZLOČINACA tzv Armije BiH nad Hrvatima Konjica i Jablanice koji nikad nisu PROCESUIRANI